# Hassan Bensiamar
Hassan Bensiamar (Melilla, 1955) es un pintor y dibujante español.

## Biografía[1]
Pintor y dibujante nacido en Melilla el 29 de diciembre del año 1955.
Estudió en la Escuela Superior de Bellas Artes de Sevilla durante los años 1974 y 1977, donde tuvo como maestros a Carmen Laffón, Miguel Pérez Aguilera, Mauri, Amalio García del Moral y Garrido, Manuel Álvarez Fijo y Antonio Agudo. Realiza su primera exposición individual en su ciudad natal en la década de los 70. A finales de los años 80 llevó a cabo una exposición junto con Mustafa Arruf en la Casa de la Cultura Federico García Lorca, patrocinada por la Dirección Provincial de Cultura en Melilla. En los años 90 fija su residencia en Cádiz, donde desarrolla gran parte de su obra.
Influido por el movimiento impresionista, especialmente por Joaquín Sorolla, refleja en su obra el paisaje gaditano. Una de sus principales obras, 360 grados, retrata la capital gaditana en una panorámica circular.

## Exposiciones individuales
2009 “Bloqueados” Galería Gh40, San Fernando.
2004 “Una estupendidad” Galería ARTICA, Cádiz.
2003 “Cádiz-Barcelona ida y vuelta” Galería Magdalena Baxeras, Barcelona.
2002 “Tauromaquia” Club Taurino de Cádiz sala Asociación de la prensa, Cádiz.
2001 Sala Facultad de Filosofía y Letras, Cádiz.
2000 Galería BENOT, Cádiz.
1995 Centro Cultural Don Benito, San Roque, Cádiz.
Café Unicornio, Cádiz.
1994 Museo Cruz Herrrera, La Línea de la Concepción, Cádiz.
“Marinas” Café de Levante, Cádiz.
1993 Galería Cristal Arte, Cádiz.
1992 “Contraluz” Palacio Provincial Diputación, Cádiz.
1991 “Cádiz Última Estación” Colegio Oficial de Arquitectos, Cádiz.
1989 Óleos y dibujos Galería Jazz Club Amaranta, San Fernando.
Centro cultural Federico García Lorca, Melilla.
1988 “Dibujos y pinturas” Colegio Oficial de Arquitectos, Cádiz.
1987 “Sobre Papel” Centro Cultural Federico García Lorca, Melilla.
Galería Melkart, Cádiz.
1986 Sala La carbonería, Sevilla.
1985 Sala “Colectivo Palmo”, Málaga.
1984 Sala Club Marítimo, Melilla.
1983 Galería MC de Medellín, Colombia.
1982 Óleos y Collages Sala Asociación de Estudios Melillenses, Caja de Ahorros Antequera,Melilla.
1980 Retratos, Sala Municipal, Melilla.
1978 Sala Municipal, Melilla.